# Egy kellemes nap fegyverekkel (South Park)
Az Egy kellemes nap fegyverekkel (Good Times with Weapons) a South Park című animációs sorozat 112. része (a 8. évad 1. epizódja). Elsőként 2004. március 17-én sugározták az Egyesült Államokban. Magyarországon 2005. július 15-én mutatta be a Cool TV.
A cselekmény szerint a főszereplő gyerekek távol-keleti fegyvereket vásárolnak, hogy nindzsásat játszanak, ám ez bonyodalmakhoz vezet. Az epizód érdekessége, hogy a grafika – rendhagyó módon – részben a japán animék látványvilágát követi a szokásos, leegyszerűsített animációs stílus helyett.

## Cselekmény
|  | Alább a cselekmény részletei következnek! |

A négy főszereplő, Eric Cartman, Stan Marsh, Kenny McCormick, és Kyle Broflovski a megyei vásáron a kereskedő megtévesztésével eredeti távol-keleti fegyvereket vásárol magának; Cartman tőröket, Stan tonfát, Kyle nuncsakut, Kenny pedig dobócsillagokat vesz. Ezután nindzsásat kezdenek játszani és mindegyikük felvesz egy-egy különleges képességet. Ekkor a hagyományos South Park animáció megváltozik és a japán animékre jellemző látványvilágot kezdi követni.
A fiúk hamarosan találkoznak Butters Stotchcsal, aki együtt akar játszani velük, de elutasítják; Ezért Butters magára ölti gonosz alteregójának, Káosz Professzornak a jelmezét, majd rájuk támad (Stan érdekes módon nem ismeri fel őt, pedig a Jövőbeli énem és én című részben Butters már felfedte előtte „sötét titkát”). A küzdelem során Káosz Professzor sorra győzi le a nindzsákat, mígnem Kenny egy dobócsillaggal szemen találja. Ekkor az animáció ismét visszatér a megszokott formába, a fiúk pedig pánikba esnek. Hogy elkerüljék a büntetést, Butterst kutyának álcázzák és az állatorvoshoz viszik – mivel a rendes kórházban nem mernek vele megjelenni..
Útközben azonban Craig, Token, Clyde, és Jimmy (akik szintén szereztek fegyvereket) feltartóztatja őket és hősies küzdelem kezdődik köztük, mely szintén a japán rajzfilmek jellegzetességeit követi. A harc után viszont ijedten veszik észre, hogy Butters időközben eltűnt. Butterst a kórházban az orvosok kutyának nézik és a menhelyre küldik; de mielőtt még elaltatnák, sikerül megszöknie és a vásár körül kezd kószálni.
A fiúk meglátják Butterst, ekkor Cartman beveti emberfeletti képességét, a láthatatlanságot, majd meztelenre vetkőzik és a színpadon keresztül elindul Butters felé. Természetesen valójában nem láthatatlan, ezért a színpadon mindenki szemtanújává válik a bizarr eseménynek, ráadásul a sérült Butters is megjelenik a pódiumon, ahol összeesik és elájul. A feldúlt városiak gyűlést hívnak össze, ahol azonban nem Butters sérülése a téma, hanem Cartman meztelensége. A gyerekek levonják a tanulságot, mely szerint a felnőtteket az erőszaknál sokkal jobban érdekli a meztelenség és a szex, ezután – ismét nindzsaként – újabb küldetésre indulnak.